# Sacrificio – Vem förrådde Che Guevara?
Sacrificio - Vem förrådde Che Guevara? är en svensk dokumentärfilm av Erik Gandini från 2001. Filmen behandlar tillfångatagandet och avrättningen av Che Guevara och vem som lämnade uppgifter om var Che Guevara och hans gerillamän befann sig. 
Sedan länge har argentinaren Ciro Bustos, en av Guevaras närmaste män som ritade porträtt av gerillamännen, utpekats som den som förrådde gerillan efter att han tillfångatogs tillsammans med den franske journalisten och filosofen Régis Debray. Filmen ifrågasätter den officiella historieskrivningen och presenterar fakta som pekar på att det i själva verket var Regis Debray som förrådde Guevara och hans män.